# Finistair
Finistair (ehemals Finist'air) ist eine Fluggesellschaft mit Sitz in Brest, Frankreich.
Das Hauptziel von Finistair, die 1981 gegründet wurde, ist die Bereitstellung einer Flugverbindung mit öffentlichen Verkehrsmitteln zwischen dem Kontinent und der Insel Ouessant, um die territoriale Kontinuität zu gewährleisten. Die Gesellschaft bietet auch Wartungsdienste für die Flugzeugtypen Cessna 208, Pilatus PC-12, Socata TBM und Piper PA-46 und Piper PA-46T an.
Das bretonische Unternehmen will die erste Fluggesellschaft werden, die zu 100 % elektrische Flüge durchführt.

## Flugziele
Seit März 2020 ist sie Teil der W3 Group und bietet nun regelmäßigen Linienverkehr zwischen Brest, Rennes und Vannes  an und bedient auf Anfrage die Ziele Brest, die bretonischen und Kanalinseln, Île d’Yeu, Quiberon, La Rochelle, Cherbourg und viele andere Ziele.

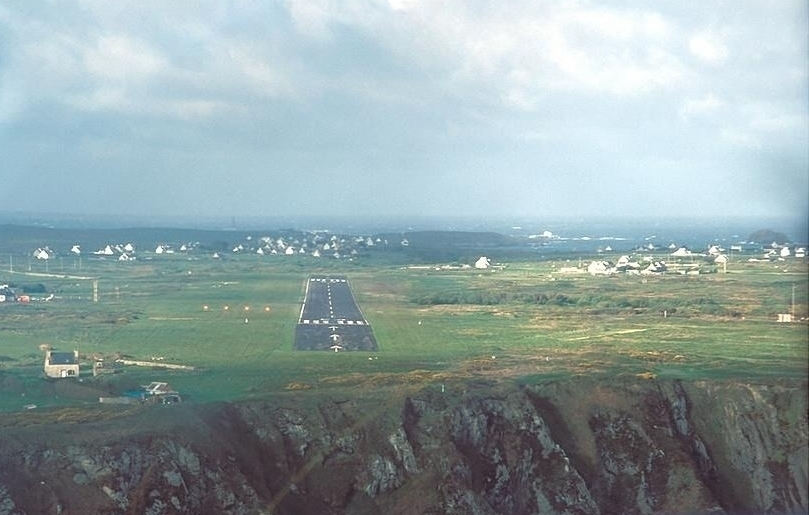
Flugplatz auf der Insel Ouessant

## Flotte
Die Flotte der Finistair besteht im Jahre 2022 aus fünf Flugzeugen:
| Flugzeugtyp             | aktiv | bestellt | Anmerkungen        | Passagiere |
| ----------------------- | ----- | -------- | ------------------ | ---------- |
| Cessna C-208B           | 1     |          |                    | 9          |
| Cessna C-208EX          | 1     |          |                    | 14         |
| Piper PA-46 Mirage      | 1     |          |                    | 5          |
| PA-46T JetProp DLX      | 1     |          |                    | 5          |
| Pipistrel Velis Electro | 1     |          | mit Elektroantrieb | 1          |
| Gesamt                  | 5     | –        |                    |            |